# Ons Genoegen (Middelburg)
Ons Genoegen is een voormalige korenmolen aan de Oude Vlissingseweg in de Nederlandse stad Middelburg.
De molen werd in 1847 gebouwd en bleef tot 1964 professioneel in bedrijf. Een uitslaande brand die het interieur van de molen volledig verwoestte, maakte daar een einde aan. De molen werd in 1971 weliswaar hersteld, maar het binnenwerk keerde hierbij niet terug. De molen is daarna verder wel goed onderhouden en draait regelmatig op vrijwillige basis.
De roeden van de molen zijn ruim 25 meter lang en zijn voorzien van het oudhollands hekwerk met zeilen. De molen is sinds 1956 eigendom van de gemeente Middelburg.